# Zwartrugwatertiran
De zwartrugwatertiran (Fluvicola albiventer) is een zangvogel uit de familie Tyrannidae (tirannen).

## Verspreiding en leefgebied
Deze soort komt voor van amazonisch en oostelijk Brazilië tot oostelijk Bolivia, Paraguay en noordelijk Argentinië.

## Status
De grootte van de populatie is niet gekwantificeerd maar de soort wordt omschreven als vrij algemeen. Op de Rode lijst van de IUCN heeft deze soort de status niet bedreigd.